# Корабль в бутылке
Корабль в бутылке — модель корабля, собранная в цельной бутылке. «Корабль в бутылке» — это обобщающее название. Также в бутылках могут находиться самолёты, машины, различные механизмы, целые жанровые сценки.
Суть создания корабля в бутылке — собрать модель так, чтобы её было невозможно вынуть, не нарушая целостность ни модели, ни бутылки.

## История
Это ремесло или искусство возникло в Европе в XVII—XVIII веках. К этому периоду относятся немногие сохранившиеся работы. В то время в бутылки помещали не только модели кораблей, но и сценки на религиозные, бытовые темы.
Сегодня постройка кораблей в бутылках — популярное во всем мире хобби. Любители объединены в несколько ассоциаций, самые крупные из которых американская «The Ships in Bottles Association Of America» и европейская «European Association of Ships in Bottles». Членство в ассоциациях свободное для граждан любой страны.

## Способы изготовления
Чаще всего в бутылку помещают парусный корабль. Это связано с тем, что особенность конструкции парусника упрощает его размещение в бутылке. Существует множество способов поместить корабль в бутылку. Самый простой и распространённый способ — это сделать парусник складным. В основании мачты прячут маленький шарнир, позволяющий наклонить мачту и сложить её вдоль корпуса. В сложенном виде модель проходит в горлышко бутылки. Чтобы распрямить мачты помещённого в бутылку корабля, тянут за предусмотрительно оставленные длинные нити такелажа (штагов). После того, как мачты выпрямятся и займут правильное положение, останется только обрезать лишние нити, и модель готова.
Однако здесь описан лишь самый простой способ поместить корабль в бутылку. Увлечённые этим хобби мастера стараются всячески усложнить себе задачу и поместить в бутылку модели, которые, казалось бы, никак туда не засунешь. Для этого используют инструменты с длинными ручками, магниты, прочную нитку…
Сосновую шишку засовывают в бутылку свежей. Плод могут засунуть в бутылку прямо на корню и сорвать, когда он созрел и в горлышко больше не пролезает. В США массово выдувают бутылочки, в которые прямо при изготовлении закладывают одноцентовую монету.
Но все же большинство придерживаются правил сборки моделей через горлышко бутылки, не прибегая к мошенническим уловкам. Сборка модели это не только умение владением инструментом через маленькое отверстие, это целый расчет, который включает массу знаний свойств используемых материалов.

## Гарри Энг
Гарри Энг (1932—1996) был мастером по размещению объектов в бутылках. Он был школьным учителем по профессии и создал от 600 до 700 всевозможных бутылок, которые содержали различные объекты, например, мячи для гольфа, навесные замки, бейсбольные мячи и книги. Особенностью Энга было умение завязывать узлы внутри каждой бутылки, большинство из которых были слишком велики для вытягивания через бутылочное горлышко. Он забрал большинство своих секретов с собой в могилу.